# (7265) Edithmüller
(7265) Edithmüller ist ein Asteroid des inneren Hauptgürtels, der am 30. September 1973 von den niederländischen Astronomen Cornelis Johannes van Houten und Ingrid van Houten-Groeneveld im Rahmen der zweiten Trojanerdurchmusterung am Palomar-Observatorium (IAU-Code 675) auf dem Gipfel des  Palomar Mountain etwa 80 Kilometer nordöstlich von San Diego entdeckt wurde.
Der Asteroid ist nach der Schweizer Astronomin Edith Alice Müller (1918–1995) benannt, die an der ETH Zürich Mathematik studierte und von 1976 bis 1979 Generalsekretärin der Internationalen Astronomischen Union war.
Der Himmelskörper gehört der Vesta-Familie an, einer großen Gruppe von Asteroiden, benannt nach (4) Vesta, dem zweitgrößten Asteroiden und drittgrößten Himmelskörper des Hauptgürtels.